# Jardim Botânico da Vila de St. George
O Jardim Botânico St. George Village  é um jardim botânico com arboreto localizado na Estate St. George  127, Frederiksted, Saint Croix, Ilhas Virgens Americanas. Está aberto diariamente, exceto no Natal; é cobrada uma taxa de admissão.

## Coleções

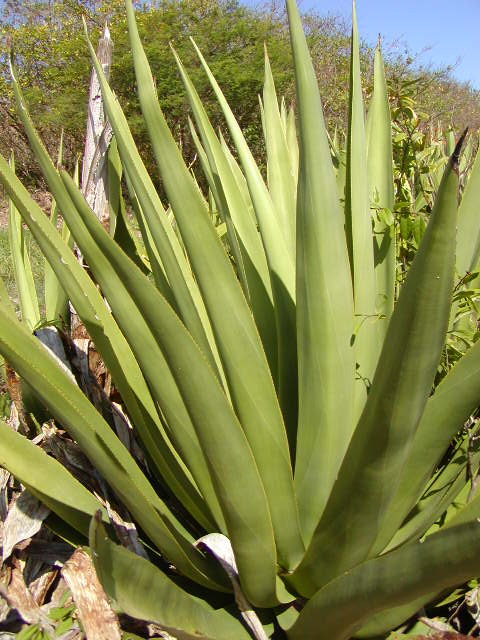
Agave eggersiana, espécie endêmica e ameaçada de extinção de St. Croix.

Existem mais de 1.500 variedades de plantas no jardim, que estão agrupadas em diferentes coleções:
- Bromélias, contém espécies epífitas e terrestres, e é encontrada dentro das ruínas estabilizadas da fábrica de açúcar da plantação. A coleção mostra a diversidade desse grupo de plantas, desde as em formato de roseta que retêm água e nutrientes em seus "copos" centrais até as tilândsias com suas folhas alongadas contendo pequenos pelos, que retêm e absorvem água ou umidade do ar.
- Cactos e suculentas, crescendo nas ruínas de uma fábrica de açúcar do século XIX, contêm espécies nativas e exóticas, bem como algumas espécies raras ameaçadas de extinção. Ele se concentra nas espécies de Cuba e Trinidad e Tobago, com ênfase na América Central e nas Grandes Antilhas.
- O Conservation Garden é uma das coleções mais recentes do jardim botânico e contém espécies raras e ameaçadas de extinção das Ilhas Virgens e Porto Rico.